# Torquéole de Formose
Arborophila crudigularis
Espèce
Statut de conservation UICN

 LC  : Préoccupation mineure
La Torquéole de Formose (Arborophila crudigularis) est une espèce d'oiseaux de la famille des Phasianidae.

## Distribution
Cet oiseau est endémique de Taïwan.

## Habitat
Cette espèce vit dans les forêts humides, primaires ou mixtes, de montagne, généralement entre 1500 et 2000m, bien que des observations aient été faites entre 700 et 3000m. Elle affectionne les taillis épais, ce qui rend son observation très difficile même lorsqu’elle chante à quelques mètres de l’observateur (Hennache & Ottaviani 2011).

## Mœurs
La Torquéole de Formose a été peu étudiée. Elle se rencontre en groupes familiaux de quelques oiseaux que l’on entend plus qu’on ne voit. Son alimentation consiste en baies, graines, vers et invertébrés qu’elle trouve en grattant les litières forestières. Elle se perche la nuit pour dormir (Hennache & Ottaviani 2011).

## Voix
Le chant, un doux sifflement, est surtout audible du lever du soleil au milieu de la matinée.

## Nidification
Cette espèce est apparemment monogame. La période de reproduction s’étend de mars à août suivant l’altitude. Le nid est calé dans une crevasse entre deux gros blocs rocheux ou installé entre les racines d’un arbre (Hennache & Ottaviani 2011).

## Statut, conservation
La Torquéole de Formose est considérée comme « presque menacée » par l’UICN. La menace principale est la destruction de l’habitat par déforestation qui a réduit considérablement le niveau des populations bien qu’aucun rapport récent ne fournisse d’estimations précises. Elle serait encore présente dans les parcs nationaux (Taroko, Hsueh-Ba, Yushan) et les réserves naturelles (Hennache & Ottaviani 2011, Madge & McGowan 2002).